# Jesika Malečková

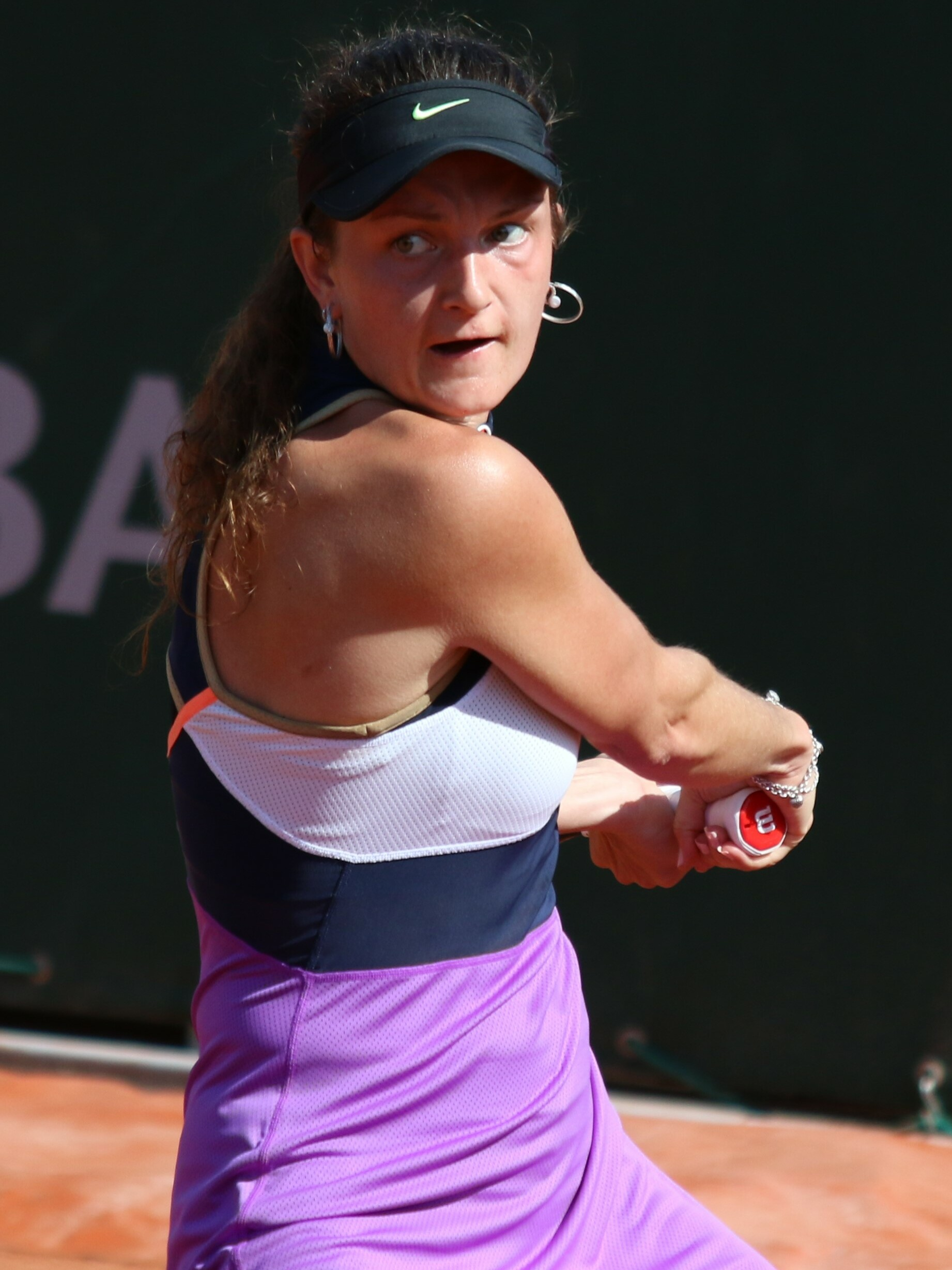
Roland Garros 2022 (kwalificatie)

Jesika Malečková (Hořovice, 16 augustus 1994) is een tennisspeelster uit Tsjechië. Malečková begon met tennis toen zij negen jaar oud was. Haar favoriete ondergrond is hardcourt maar zij bereikt haar beste resultaten op gravel. Zij speelt rechtshandig en heeft een tweehandige backhand. Zij is actief in het internationale tennis sinds 2010.

## Loopbaan

### Enkelspel
Malečková debuteerde in 2011 op de hoofdtabel van het ITF-toernooi van Vendryně (Tsjechië) – zij bereikte daar meteen de halve finale. Zij stond in 2014 voor het eerst in een finale, op het ITF-toernooi van Horb (Duitsland) – zij verloor van landgenote Petra Krejsová. Later dat jaar veroverde Malečková haar eerste titel, op het ITF-toernooi van Praag (Tsjechië), door landgenote Zuzana Zálabská te verslaan. Tot op heden(juni 2025) won zij elf ITF-titels, de meest recente in 2023 in Annenheim (Oostenrijk).
In 2016 speelde Malečková voor het eerst op een WTA-hoofdtoernooi, op het toernooi van Katowice, waar zij als lucky loser in de hoofdtabel deelnam.

### Dubbelspel
Malečková behaalde in het dubbelspel betere resultaten dan in het enkelspel. Zij debuteerde in 2010 op het ITF-toernooi van Praag (Tsjechië), samen met landgenote Tereza Martincová. Zij stond in 2012 voor het eerst in een finale, op het ITF-toernooi van Bol (Kroatië), samen met landgenote Tereza Smitková – zij verloren van het duo Nicole Clerico en Anaïs Laurendon. Later dat jaar veroverde Malečková haar eerste titel, op het ITF-toernooi van Praag (Tsjechië), terug samen met Smitková, door het Russische duo Anastasia Pivovarova en Arina Rodionova te verslaan. Tot op heden(juni 2025) won zij 24 ITF-titels, de meest recente in 2025 in Trnava (Slowakije).
In 2018 speelde Malečková voor het eerst op een WTA-hoofdtoernooi, op het toernooi van Praag, samen met landgenote Petra Krejsová. Zij stond in september 2022 voor het eerst in een WTA-finale, op het WTA 125-toernooi van Boedapest, samen met landgenote Renata Voráčová – zij verloren van het koppel Anna Bondár en Kimberley Zimmermann. In november van dat jaar kwam zij binnen op de top 100 van de wereldranglijst.
In het eerste halfjaar van 2025 won Malečková drie titels van de categorie WTA 125, alle met landgenote Miriam Škoch.
Haar hoogste notering op de WTA-ranglijst is de 89e plaats, die zij bereikte in juli 2025.

## Posities op deWTA-ranglijst
Positie per einde seizoen:
| jaar | rang enkelspel | rang dubbelspel |
| ---- | -------------- | --------------- |
| 2012 | 555            | 471             |
| 2013 | 538            | 594             |
| 2014 | 490            | –               |
| 2015 | 311            | 521             |
| 2016 | 194            | 481             |
| 2017 | 319            | 286             |
| 2018 | 282            | 188             |
| 2019 | 338            | 448             |
| 2020 | 299            | 373             |
| 2021 | 241            | 220             |
| 2022 | 309            | 110             |
| 2023 | 439            | 188             |
| 2024 | 420            | 148             |

## Palmares
| Legenda                 |
| ----------------------- |
| Grandslamtoernooi       |
| Olympische Spelen       |
| Year-End Championships  |
| Premier Mandatory       |
| Premier Five / WTA 1000 |
| Premier / WTA 500       |
| International / WTA 250 |
| Challenger / WTA 125    |

### WTA-finaleplaatsen enkelspel
geen

### WTA-finaleplaatsen vrouwendubbelspel
| nr.              | finale     | toernooi      | ondergrond | partner         | tegenstandsters                       | score            |         |
| ---------------- | ---------- | ------------- | ---------- | --------------- | ------------------------------------- | ---------------- | ------- |
| gewonnen finales |            |               |            |                 |                                       |                  |         |
| 1.               | 2025-05-17 | WTA Parma     | gravel     | Miriam Škoch    | Sabrina Santamaria Tang Qianhui       | 6-2, 6-0         | details |
| 2.               | 2025-06-07 | WTA Makarska  | gravel     | Miriam Škoch    | Oksana Kalasjnikova Jelena Pridankina | 2-6, 6-3, [10-4] | details |
| 3.               | 2025-07-12 | WTA Båstad    | gravel     | Miriam Škoch    | Irene Burillo Berfu Cengiz            | 6-4, 6-3         | details |
| verloren finales |            |               |            |                 |                                       |                  |         |
| 1.               | 2022-09-24 | WTA Boedapest | gravel     | Renata Voráčová | Anna Bondár Kimberley Zimmermann      | 3-6, 6-2, [5-10] | details |
| 2.               | 2025-03-22 | WTA Antalya   | gravel     | Miriam Škoch    | Maja Chwalińska Anastasia Dețiuc      | 6-4, 3-6, [2-10] | details |

### Gewonnen ITF-toernooien enkelspel
| nr. | finale     | toernooi            | dotatie  | ondergrond    | tegenstandster in finale | score         |
| --- | ---------- | ------------------- | -------- | ------------- | ------------------------ | ------------- |
| 01. | 2014-09-07 | Praag               | $ 10.000 | gravel        | Zuzana Zálabská          | 6-3, 7-6      |
| 02. | 2014-10-26 | Antalya             | $ 10.000 | hardcourt     | Shérazad Reix            | 6-3, 6-3      |
| 03. | 2015-06-28 | Breda               | $ 15.000 | gravel        | Sandra Zaniewska         | 6-3, 5-7, 7-5 |
| 04. | 2015-08-02 | Horb                | $ 15.000 | gravel        | Shérazad Reix            | 1-6, 6-4, 6-2 |
| 05. | 2015-11-15 | Bratislava          | $ 25.000 | hardcourt (i) | Anhelina Kalinina        | 4-6, 7-6, 6-4 |
| 06. | 2018-01-28 | Stuttgart-Stammheim | $ 15.000 | hardcourt (i) | Jekaterina Kazionova     | 6-2, 6-0      |
| 07. | 2018-09-23 | Podgorica           | $ 25.000 | gravel        | Tena Lukas               | 6-2, 6-0      |
| 08. | 2019-07-21 | Olomouc             | $ 25.000 | gravel        | İpek Soylu               | 6-3, 6-4      |
| 09. | 2019-09-08 | Praag               | $ 25.000 | gravel        | Cindy Burger             | 6-1, 6-2      |
| 10. | 2021-09-19 | Jablonec nad Nisou  | $ 25.000 | gravel        | Aneta Kladivová          | 6-2, 2-6, 6-2 |
| 11. | 2023-06-04 | Annenheim           | $ 25.000 | gravel        | Miriam Bulgaru           | 6-2, 6-0      |